# Rafael de Mendizábal Allende
Rafael de Mendizábal Allende (Jaén, 10 de agosto de 1927-10 de marzo de 2023) fue un jurista y magistrado español. Presidente de la Audiencia Nacional en dos ocasiones (1977-1986 y 1991-1992) y magistrado del Tribunal Constitucional de España (1992-2001). Fue académico de número de la Real de Jurisprudencia y Legislación de España.

## Biografía
Licenciado y doctor en Derecho por la Universidad Central de Madrid, fue también licenciado en Ciencias Políticas y Sociología por la Universidad Complutense de Madrid.
Fue presidente de Sala del Tribunal Supremo y magistrado del Tribunal Constitucional de España desde julio de 1992, a propuesta del Congreso de los Diputados.
Desde octubre de 2015 presidió la Comisión de Arbitraje, Quejas y Deontología del Periodismo, dependiente de la Federación de Asociaciones de Periodistas de España (FAPE).